# Tinospora merrilliana
Tinospora merrilliana är en tvåhjärtbladig växtart som beskrevs av Friedrich Ludwig Diels. Tinospora merrilliana ingår i släktet Tinospora och familjen Menispermaceae. Inga underarter finns listade i Catalogue of Life.